# Acer hookeri
Acer hookeri é uma espécie de árvore do gênero Acer, pertencente à família Aceraceae.